# بازارچه پنجه علی
بازارچه پنجه علی مربوط به اواخر دوره افشار -اوایل دوره زند است و در یزد، خیابان قیام واقع شده و این اثر در تاریخ ۱۷ اسفند ۱۳۸۱ با شمارهٔ ثبت ۷۷۸۸ به‌عنوان یکی از آثار ملی ایران به ثبت رسیده‌است.